# Dębnica Kaszubska (gromada)
Dębnica Kaszubska – dawna gromada, czyli najmniejsza jednostka podziału terytorialnego Polskiej Rzeczypospolitej Ludowej w latach 1954–1972.
Gromady, z gromadzkimi radami narodowymi (GRN) jako organami władzy najniższego stopnia na wsi, funkcjonowały od reformy reorganizującej administrację wiejską przeprowadzonej jesienią 1954 do momentu ich zniesienia z dniem 1 stycznia 1973, tym samym wypierając organizację gminną w latach 1954–1972.
Gromadę Dębnica Kaszubska z siedzibą GRN w Dębnicy Kaszubskiej utworzono – jako jedną z 8759 gromad na obszarze Polski – w powiecie słupskim w woj. koszalińskim na mocy uchwały nr 43/54 WRN w Koszalinie z dnia 5 października 1954. W skład jednostki weszły obszary dotychczasowych gromad Dębnica Kaszubska, Starnice, Borzęcino, Dobieszewko, Krzynia i Skarszów Dolny ze zniesionej gminy Dębnica Kaszubska w tymże powiecie. Dla gromady ustalono 20 członków gromadzkiej rady narodowej.
31 grudnia 1959 do gromady Dębnica Kaszubska włączono obszary zniesionych gromad Podwilczyn (bez wsi Darskowo) i Podole Małe (bez wsi Dobra, Gogolewo i Gogolewko) w tymże powiecie.
Gromada przetrwała do końca 1972 roku, czyli do kolejnej reformy gminnej. 1 stycznia 1973 w powiecie słupskim reaktywowano gminę Dębnica Kaszubska.